# Catedral de Notre Dame de París
La catedral de Notre Dame (en francés: Cathédrale Notre-Dame, lit. Catedral de Nuestra Señora) es una catedral de culto católico, sede de la arquidiócesis de París, la capital de Francia. Dedicada a la Virgen María, en su advocación de Nuestra Señora de París, se sitúa en la pequeña isla de la Cité, rodeada por las aguas del río Sena. Es uno de los monumentos más populares de la capital francesa.
Iniciada su construcción en el año 1163, existe en la catedral una dualidad de influencias estilísticas: por un lado, reminiscencias del románico normando, con su fuerte y compacta unidad; por otro lado, las innovaciones arquitectónicas del gótico, que son las que han dado más fama al edificio. Se trata de uno de los edificios más señeros y antiguos de cuantos se construyeron en estilo gótico. El uso innovador de la bóveda de crucería y del arbotante, los enormes y coloridos rosetones y el naturalismo y la abundancia de decoración escultórica lo diferencian de la arquitectura románica.
La mayor parte de su construcción se desarrolló entre 1163 y 1260, aunque se terminó en el año 1345 y se modificó de manera frecuente a lo largo de los siglos siguientes, debido a necesidades de renovación y también por la evolución del gusto dominante. En 1786 la aguja central, dañada por las inclemencias del tiempo, hubo de ser desmontada. Durante la década de 1790, tras la Revolución francesa, la catedral fue desacralizada y sufrió el robo y dispersión de muchos de sus bienes así como la profanación de parte de su imaginería religiosa, que quedó dañada y destruida. Tras ser empleada como almacén, en 1802, se devolvió su uso a la Iglesia católica gracias a Napoleón Bonaparte, quien se coronaría emperador en Notre Dame dos años después. Con todo, el templo subsistió en modestas condiciones hasta que la publicación en 1831 de Nuestra Señora de París, novela escrita por Victor Hugo y cuyo escenario principal era Notre Dame, reavivó el interés popular por la vieja catedral parisina. El arquitecto Eugène Viollet-le-Duc, defensor del naciente estilo neogótico, encabezó un proyecto de restauración que comenzó en 1845 y se prolongó durante un cuarto de siglo; esta intervención, demasiado audaz según algunos historiadores, no solo reparó ornamentos dañados sino que también incorporó elementos enteramente nuevos, como una nueva aguja de 96 metros de altura y las hoy célebres quimeras, y demolió los edificios circundantes. Ya en 1963 se procedió a limpiar de hollín la fachada, que así recuperó su color original. Entre 1991 y 2000 se llevó a cabo una nueva campaña de limpieza y restauración, pero el edificio seguía necesitando intervenciones en otras partes, como su aguja central, y (tras dificultades para reunir financiación) las reparaciones se reactivaron en 2019.
El 15 de abril de 2019, el edificio sufrió daños catastróficos a causa de un incendio; dos tercios de la techumbre fueron destruidos, la aguja central de Viollet-le-Duc cayó y los rosetones quedaron dañados. El fuego pudo deberse a un descuido durante las obras de remozamiento que se estaban efectuando, pero esta suposición quedó sujeta a una larga investigación.
La reapertura de la catedral, tras cinco años de reconstrucción, tuvo lugar el sábado 7 de diciembre de 2024. 

## Historia

### Contexto: transición del románico al gótico
Las catedrales góticas surgen, íntimamente ligadas a la idea del esplendor y la monumentalidad, a efecto claro de las necesidades y aspiraciones de la sociedad de la época. No solo surge en visión neoplatónica de la materia, con motivaciones religiosas y artísticas, sino que además asciende con la intención de una propaganda clerical del poder real, frente a la predominancia de la nobleza feudal y el clero clunianense de aquella época. La arquitectura gótica es un instrumento poderoso en el seno de una sociedad que ve transformarse la vida urbana a un ritmo acelerado. La ciudad resurge con importancia en el campo social, en el campo económico (espejo de las crecientes relaciones comerciales), ascendiendo, por su lado, la burguesía adinerada y la influencia del clero urbano. El resultado de esto es una sustitución también de las necesidades de construcción religiosa fuera de las ciudades, en las comunidades monárquicas rurales, por el nuevo símbolo de la prosperidad urbana, la catedral gótica. Esta arquitectura se hará con el núcleo, no solo intelectual, sino también cultural de la ciudad medieval. A su alrededor se celebrarán festivales, oficios religiosos y comercio entre otras actividades. Y como respuesta a la búsqueda de una nueva dignidad creciente en el seno de Francia, surge la catedral de Notre Dame de París.

## Historia constructiva

### La construcción medieval

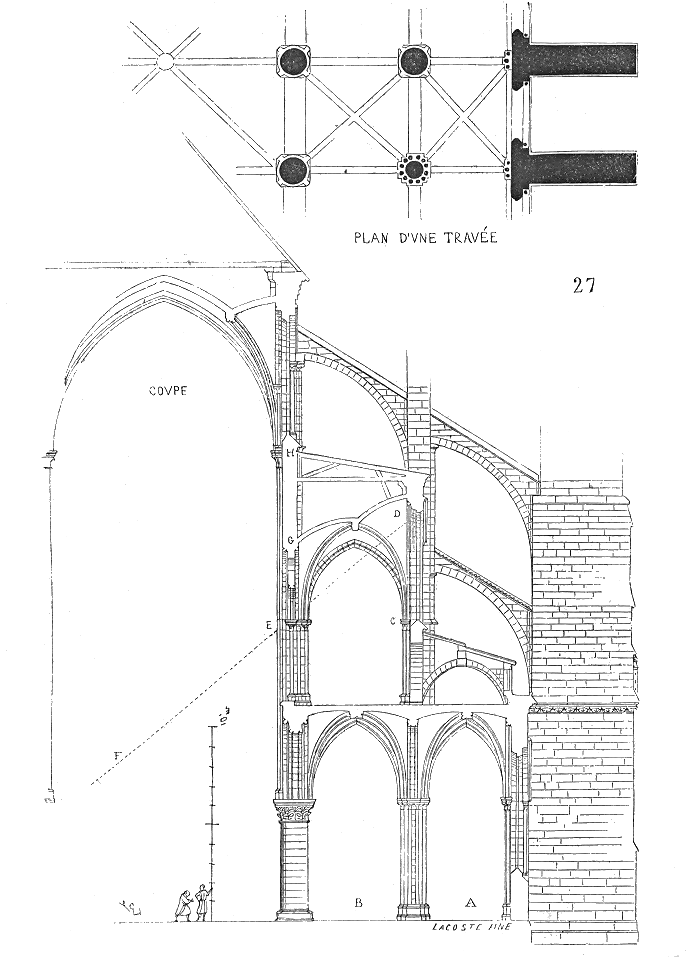
Corte vertical de un sector.

Pese a la poca calidad constructiva del subsuelo, esta ubicación posee un largo historial dedicado al culto religioso. Los celtas habían celebrado aquí sus ceremonias, donde, más tarde, los romanos erigirían un templo al dios Júpiter. También en este lugar existió la primera iglesia cristiana de París, la basílica de Saint-Etienne (San Esteban), proyectada por Childeberto I alrededor del año 528. En sustitución de esta obra surgió una iglesia románica que permanecerá hasta 1163, cuando comienza la construcción de la catedral actual.
Ya en 1160, y como resultado del ascenso centralizador de París, el obispo Maurice de Sully consideró la existente iglesia de San Esteban poco digna de los nuevos valores. El gótico inicial, con sus innovaciones técnicas que permitían formas hasta entonces imposibles, es la respuesta a la demanda de un nuevo concepto de prestigio en el dominio ciudadano. Durante el reinado de Luis VII (1137-1180), y bajo su apoyo, este proyecto fue bendecido financieramente por todas las clases sociales. Así, y teniendo en cuenta la grandeza del proyecto, el programa siguió velozmente y sin interrupciones que pudieran ocurrir por falta de medios económicos (algo común, en la época, en construcciones de gran envergadura). 
La construcción se inicia en 1163, reflejando influjos de la abadía de Saint Denis. A día de hoy aún subsisten dudas en cuanto a la identidad de quién habría «colocado» la primera piedra, el obispo Maurice de Sully o el papa Alejandro III. La construcción, incluyendo modificaciones, duró hasta mediados del siglo XIV. A lo largo del proceso, varios arquitectos participaron en el proyecto, lo que puede ayudar a explicar las diferencias estilísticas presentes en el edificio.
En 1182 el coro ya prestaba servicios religiosos y, durante la transición entre los siglos, se concluyó la nave. Al inicio del siglo XIII arrancan las obras de la fachada occidental con sus dos torres, extendiéndose a mediados del mismo siglo. Los brazos del transepto (de orientación norte-sur) fueron edificados entre 1250 y 1267 bajo supervisión de Jean de Chelles y Pierre de Montreuil. Simultáneamente se levantan otras catedrales en las regiones alrededor de París en un estilo más avanzado dentro del gótico: la catedral de Chartres, iniciada en 1194; la catedral de Reims, en 1211; y la catedral de Amiens, en 1220.

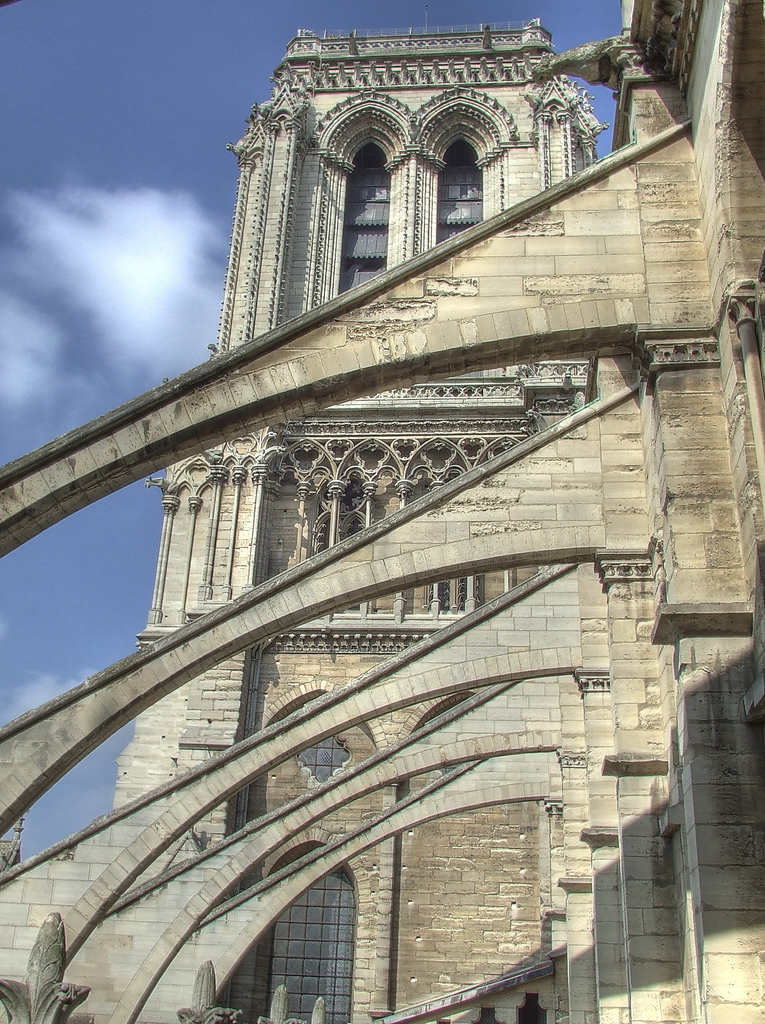
Los arbotantes de la catedral, construidos a principios del, son una solución estructural típica de la arquitectura gótica que deriva las presiones de las bóvedas hacia los contrafuertes adosados al exterior de los muros.

### Modificaciones posteriores
La catedral fue alterada sustancialmente a finales del siglo XVII, durante el reinado de Luis XIV, principalmente en la zona oriental, en la que fueron destruidos sepulcros y vidrieras para ser sustituidos por elementos más al gusto del estilo artístico de la época, el Barroco. 
Entre 1630 y 1707 el gremio de orfebres de París encargó un cuadro al año a artistas como Laurent de La Hyre o Sébastien Bourdon. El cuadro resultante se presentaba en el mes de mayo, razón por la cual esta serie de pinturas se conoce como «los mayos». Eran 76 pinturas de gran formato, que tras la Revolución de 1789 se dispersaron. Subsisten actualmente algo más de 50, repartidas en su mayor parte por museos del país; en fechas recientes, regresó al templo una docena de dichas obras.
En 1786 la aguja central original, en condiciones inestables por siglos de inclemencias del tiempo, hubo de ser desmontada. Tras estallar la Revolución francesa en 1789, el edificio fue desacralizado y pasó a ser propiedad del Estado. En 1793 fueron destruidos más elementos de la catedral y muchos de sus tesoros robados, acabando el espacio en sí por servir de almacén para alimentos. En 1802 Napoleón Bonaparte formalizó la devolución del edificio a la Iglesia católica y la reanudación de su uso para el culto. Dos años después Napoleón se coronó a sí mismo emperador en la catedral ante la presencia del papa Pío VII. Tal como se ve en el famoso cuadro de Jacques-Louis David, el interior se decoró ex profeso con cortinajes y alfombras a la moda del momento, enmascarando el aspecto desangelado del templo en esos años.
Con el florecer de la época romántica y el éxito de la novela Nuestra Señora de París (1831) de Víctor Hugo, la catedral se apreció con otros ojos. Bajo esta nueva luz del pensamiento se inicia un programa de restauración de la catedral en 1844, liderado por los arquitectos Eugène Viollet-le-Duc y Jean-Baptiste-Antoine Lassus, que duró veintitrés años.

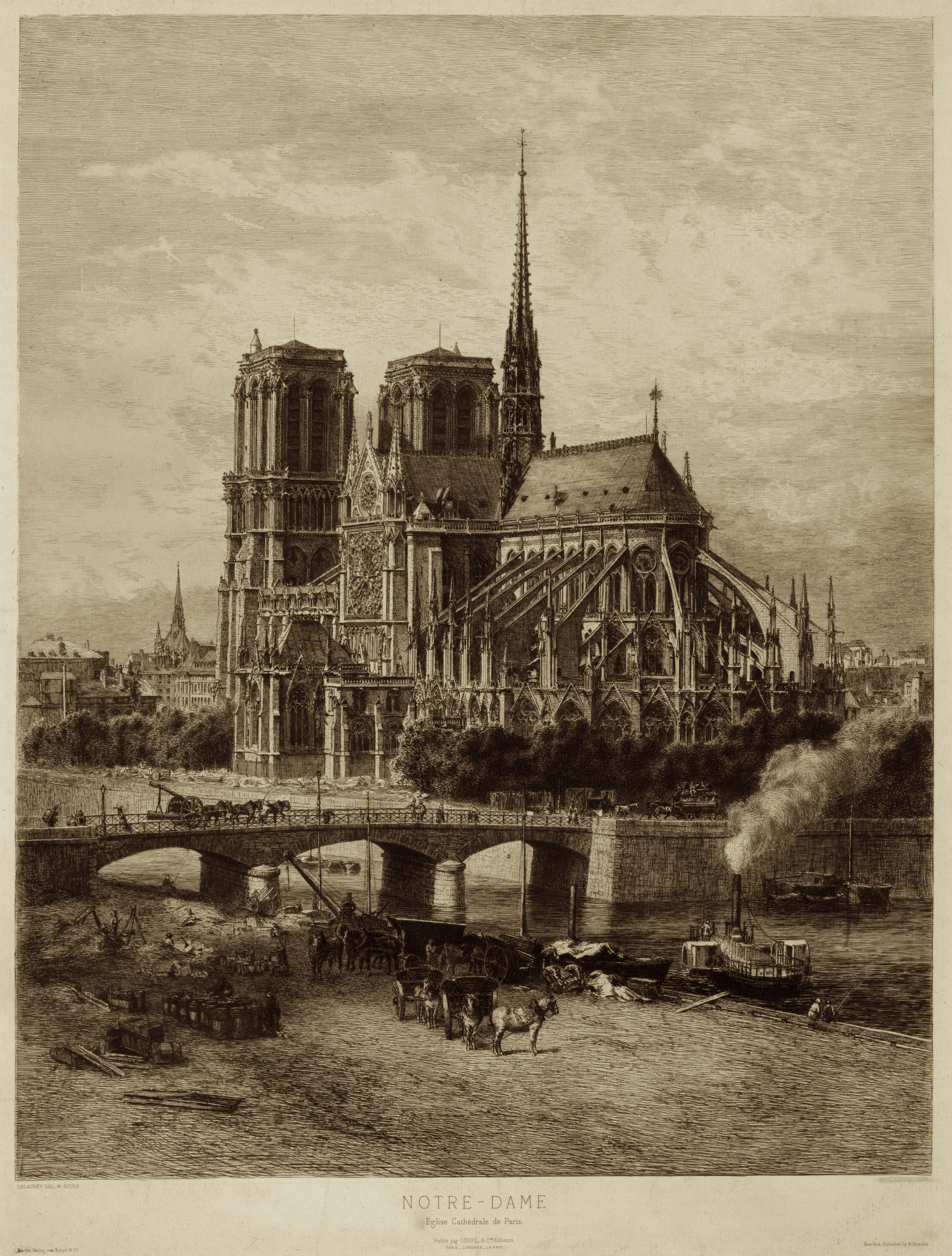
La catedral a finales del según un grabado de Alfred-Alexandre Delauney.

Entre las modificaciones que se hicieron están: la inserción de gabletes en las ventanas, la aguja central y el rosetón sur enteramente nuevos, el cambio de la piedra de los arbotantes por piedra nueva, la reconstrucción de todas las capillas interiores y altares, la colocación de estatuas en la Galería de los Reyes, parcialmente destruida durante la Revolución francesa (incluso hay algunas que son retrato de Viollet[cita requerida]); se añadieron a la catedral numerosas quimeras que actualmente configuran una de sus imágenes más características. Además, se despejaron los alrededores del solar para dar mayor protagonismo al templo y hacerlo visible desde más lejos, lo cual implicó derribar todos los edificios cercanos y supuso la pérdida de la trama urbana medieval.
En 1965, como consecuencia de las excavaciones para construir un aparcamiento subterráneo en la plaza de la catedral, se descubrieron catacumbas que revelaron ruinas romanas, de la catedral merovingia del siglo VI y de habitaciones medievales. En 1991 se inició otro proyecto de restauración y mantenimiento de la catedral con una duración prevista de diez años; se dio por concluido en 2000, pero el colosal edificio seguía requiriendo tareas de mantenimiento y en 2018, tras un llamamiento público para la captación de dinero, se decidió intervenir en la aguja central de Viollet-le-Duc, que se hallaba en condiciones inestables.
Cuando aún proseguía la restauración de la aguja, el 15 de abril de 2019 se desató un incendio en el tejado de la catedral que ocasionó daños considerables: la aguja y la techumbre, ambas con armazón de madera, se desplomaron sobre las bóvedas y tanto el espacio interior como muchos bienes muebles fueron gravemente dañados.

### Acontecimientos

La coronación de Napoleón (1805-1807), cuadro de Jacques-Louis David. La obra retrata el interior de Notre Dame durante la coronación de Napoleón Bonaparte como emperador de Francia el 2 de diciembre de 1804.

En 1314 el templario Jacques de Molay fue quemado vivo en la hoguera frente a la catedral, aún en construcción. En 1429 tuvo lugar en la catedral la coronación de Enrique VI de Inglaterra durante la guerra de los Cien Años, y, siglos más tarde, el 2 de diciembre de 1804, la de Napoleón Bonaparte como emperador de Francia y de su mujer Josefina de Beauharnais como emperatriz, en presencia del papa Pío VII. Debido a este evento, el papa elevó a Notre Dame a la categoría de basílica menor.
El 30 de enero de 1853, la catedral es escenario de otro acontecimiento histórico: la boda de Napoleón III con Eugenia de Montijo. Pero en 1871, con la corta duración de la Comuna de París, la catedral se vuelve nuevamente telón de fondo de las turbulencias sociales, durante las cuales casi fue incendiada. 
En 1900 el organista y compositor francés Louis Vierne ganó la plaza de organista titular tras una dura competición contra los quinientos mejores organistas de su época. En 1909 fue beatificada Juana de Arco y en 1931 la escritora y activista mexicana Antonieta Rivas Mercado se suicidó con un disparo al corazón, en una banca frente a la imagen de Jesucristo crucificado. En 1937 falleció Louis Vierne durante la interpretación de su recital de órgano número 1750. En 1980 el papa Juan Pablo II celebra una misa en la plaza Parvis.

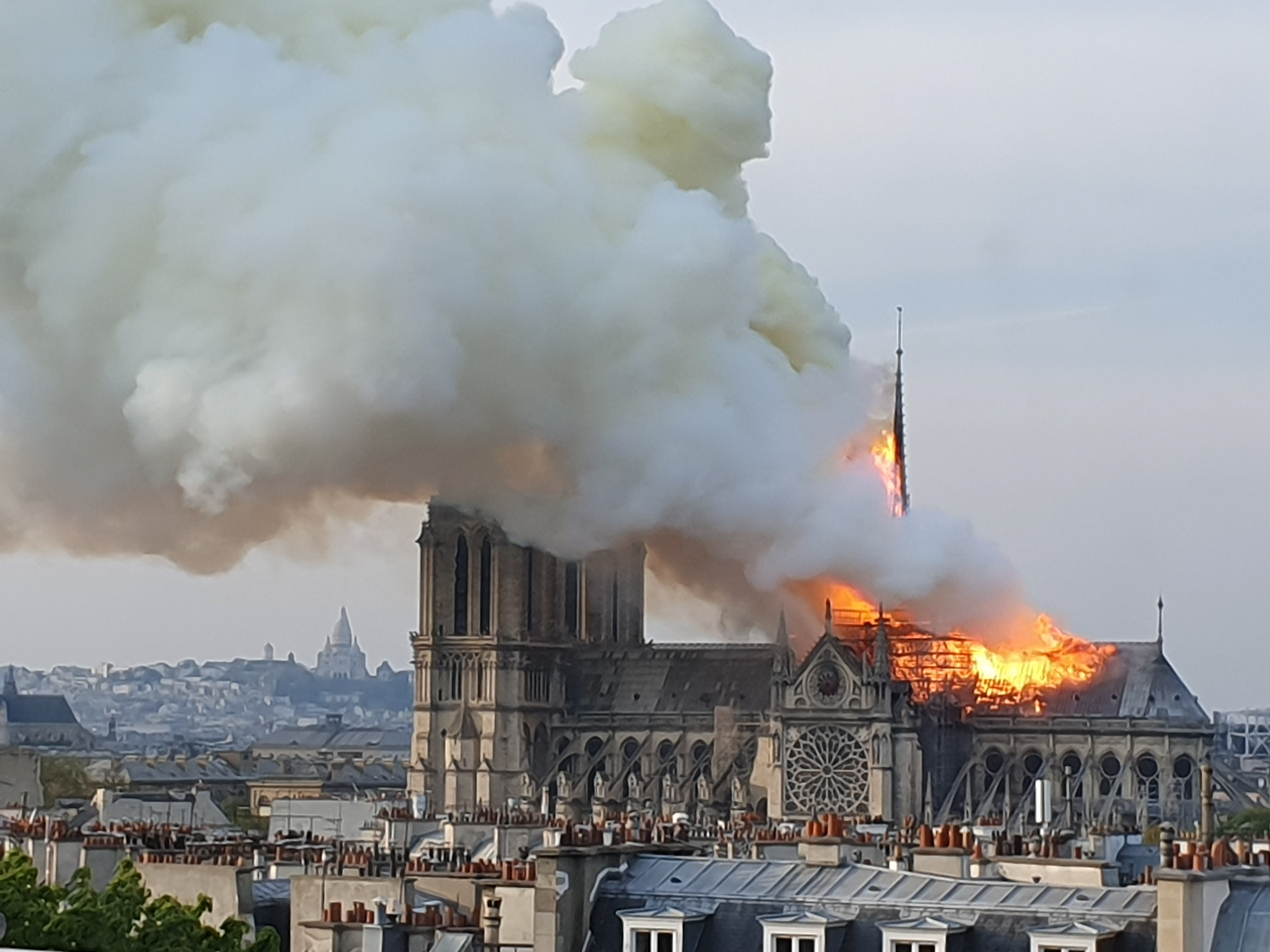
La catedral ardiendo el 15 de abril de 2019.

En 2017 hubo un intento de atentado, cometido por un miembro de la organización terrorista Estado Islámico de Irak y el Levante con un martillo, rápidamente frustrado por la policía.
El 15 de abril de 2019 el edificio sufrió un grave incendio; dos tercios de la techumbre fueron destruidos, la aguja central de Viollet-le-Duc cayó y los rosetones quedaron dañados. El fuego pudo deberse a un descuido durante las obras de remozamiento que se estaban efectuando, pero esta suposición quedó sujeta a una larga investigación. La reapertura de la catedral, tras cinco años de reconstrucción, tuvo lugar el sábado 7 de diciembre de 2024.

## Descripción
Existe aún en esta catedral una dualidad de influencias estilísticas: por un lado, reminiscencias del románico normando, con su fuerte y compacta unidad, por otro lado, el ya innovador aprovechamiento de las evoluciones arquitectónicas del gótico, que confieren al edificio una ligereza y aparente facilidad en la construcción vertical y en el soporte del peso de su estructura (siendo el esqueleto de soporte estructural visible sólo desde el exterior).
La planta está marcada por la formación en cruz latina orientada a Occidente, de eje longitudinal acentuado, y no perceptible desde el exterior. La cruz está «incrustada» en el edificio, envuelta por un doble deambulatorio, que circula por el coro en la cabecera (al este) y se prolonga paralelamente a la nave, dando lugar, así, a cuatro naves laterales.

### La fachada occidental

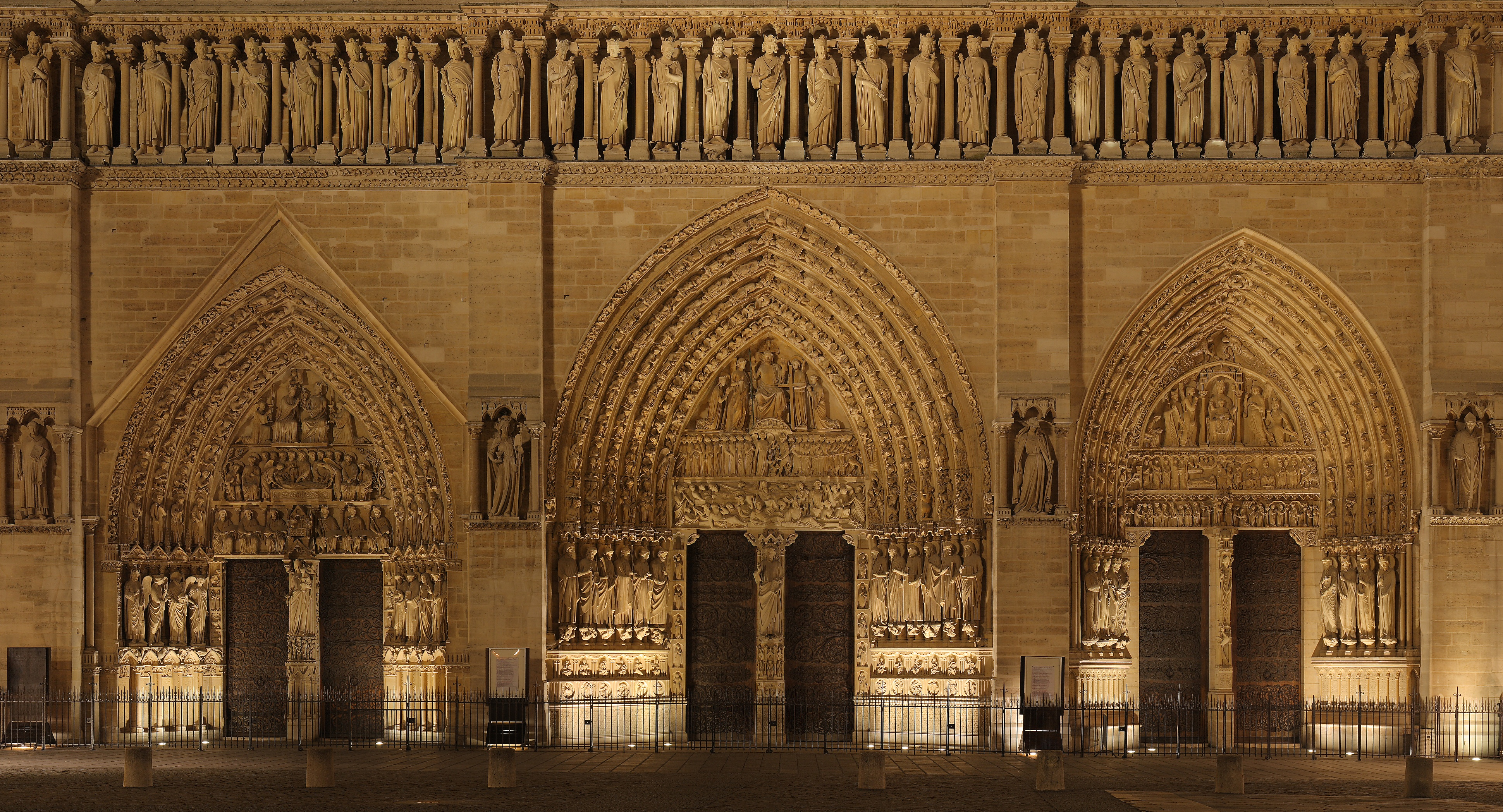
Las tres puertas de la fachada oeste.

Como es habitual en las iglesias cristianas, la fachada occidental es la principal y la de mayor monumentalidad. Se puede establecer una afinidad en la composición y trazos generales con la fachada de Saint-Denis, una derivación de la fachada del románico normando.
La fachada presenta un conjunto proporcional, reduciendo sus elementos a lo esencial, aunque con gran riqueza de detalles. Se optó por una pared «plástica» que interconecta todos sus elementos y pasa a integrar también la escultura en lugares predefinidos, evitando que se disponga un tanto aleatoriamente como ocurría en el románico.
La fachada presenta tres niveles horizontales y está dividida en tres zonas verticales por los contrafuertes ligeramente prominentes que unen en verticalidad los dos pisos inferiores y refuerzan los picos de las dos torres. En la organización de la fachada, que sigue un patrón jerárquico y geométrico, se pueden distinguir la torre norte, la torre sur, la Galería de las Quimeras, el rosetón occidental, la Galería de los Reyes y las tres puertas de acceso. La puerta del lado norte es la llamada Puerta de la Virgen, mientras que la del lado sur es la Puerta de Santa Ana. La puerta central, o Puerta del Juicio Final, es de principios del siglo XIII, aunque con numerosas restauraciones, y posee tres registros. El superior representa a Cristo junto a dos ángeles con los instrumentos de la Pasión, a la Virgen y el apóstol Juan. En el registro central, San Miguel y los demonios luchan por el peso de las almas de los difuntos. El inferior es el más restaurado tras la destrucción acometida durante la Revolución francesa. Se representa a los fallecidos en el momento de su resurrección. En el parteluz se representa a Jesús en su función de juez. Las arquivoltas representan una profusa muestra de personajes, condenados, bienaventurados, patriarcas e incluso ángeles. En el zócalo inferior se hallan representados los Vicios y las Virtudes, los calendarios y los signos del Zodiaco.
Sobre las puertas de la fachada, se encuentra la Galería de los Reyes, formada por 28 estatuas que representan a los reyes de Judea e Israel. Durante la Revolución francesa, dichas estatuas fueron destruidas en su mayor parte debido a que se creía que representaban a los reyes de Francia, por lo que las estatuas actuales son réplicas de las originales, parte de las cuales pueden verse en el Museo Cluny.
Las torres tienen 69 metros de altura. La torre sur contiene la famosa campana Emmanuel. Puede visitarse, pasando por la Galería de las Quimeras.

### Interior

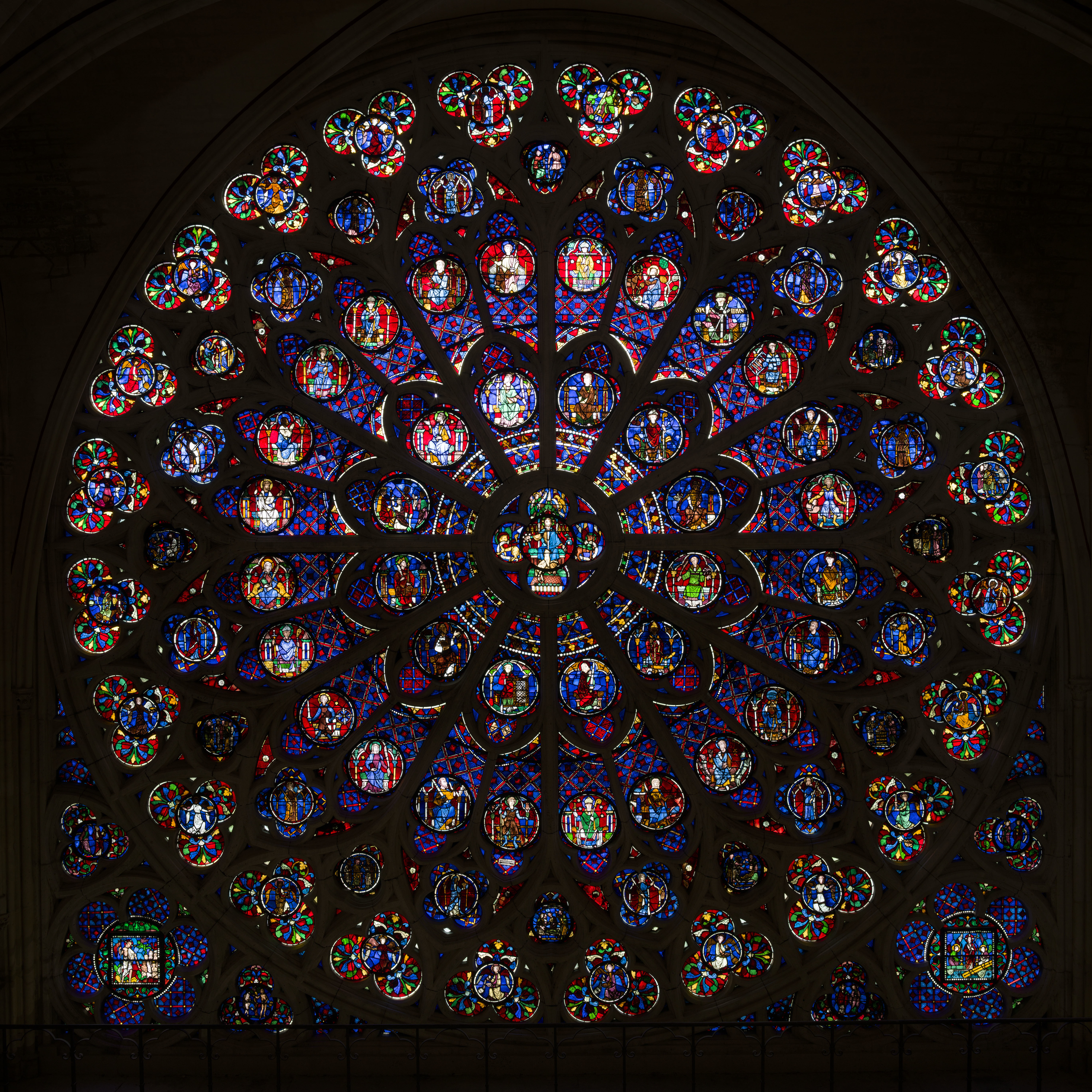
Rosetón Sur.

El interior de la catedral destaca por su luminosidad, gracias a los amplios ventanales que se abren en la cabecera, el claristorio, el triforio y las naves laterales. Gran originalidad y audacia suponen los pilares cilíndricos que separan los espacios de las naves. En contra de lo que se hizo después en la mayoría de los edificios góticos, se diseñaron a modo de columnas gigantes, sin haces o columnillas adosadas. Las bóvedas y las tracerías de los ventanales muestran diseños simples, como corresponde a la fase inicial del gótico en que fueron proyectados. La decoración escultórica de capiteles, enjutas y demás espacios también responde a la sencillez heredera de la tradición cisterciense, y predominan en ellos los elementos vegetales.

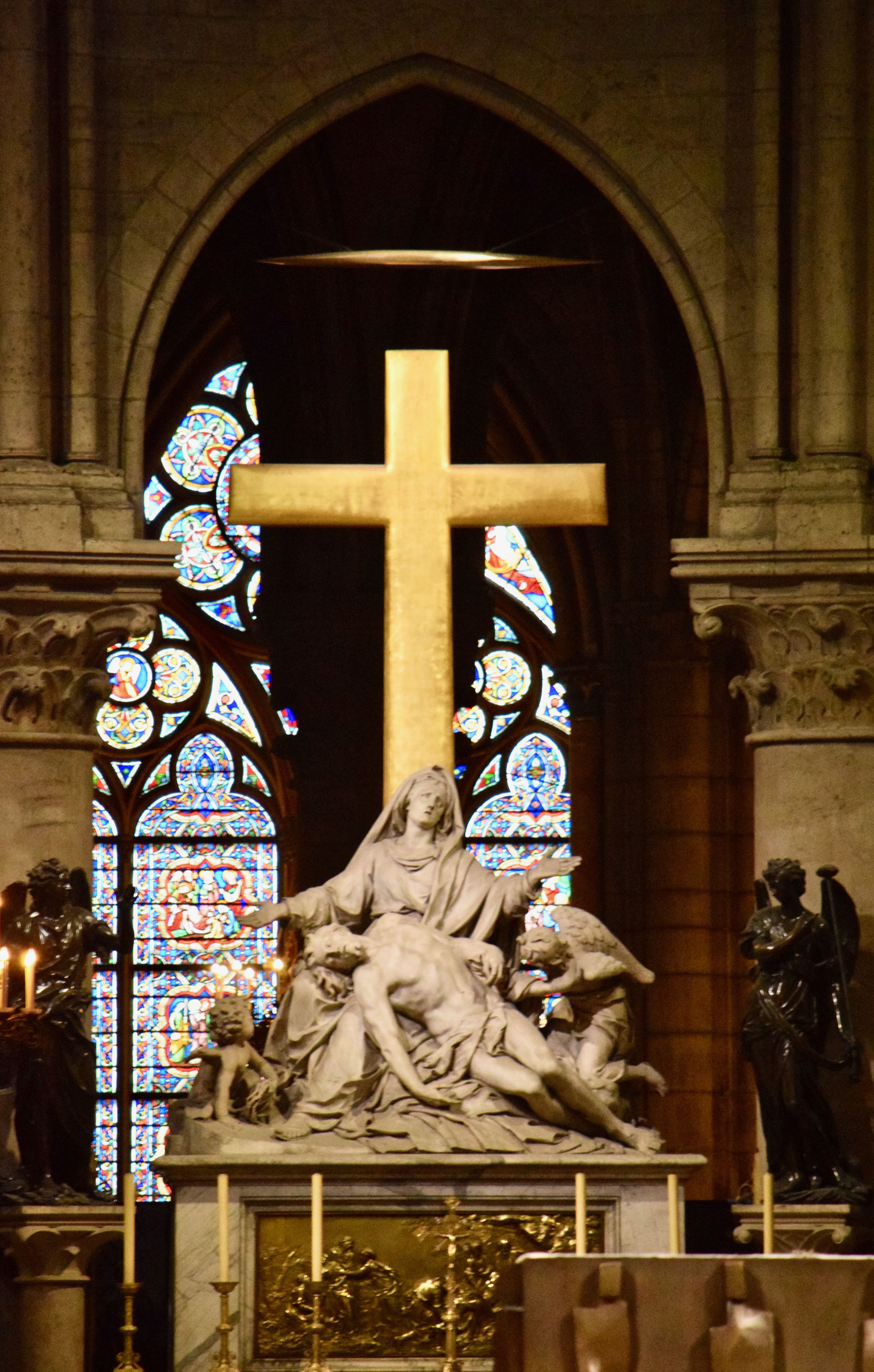
La piedad, de Nicolas Coustou.

En la cabecera, destaca la monumental escultura de la Piedad esculpida en el siglo XVIII por Nicolas Coustou, y que preside la catedral desde el centro del ábside. La estatua está rodeada por sendas efigies del rey Luis XIII, obra de Guillaume Coustou, y Luis XIV, por Antoine Coysevox. Ambos monarcas aparecen arrodillados en actitud de súplica, y les rodean ángeles portando los Arma Christi.
El espacio del coro conserva parte de la sillería de madera que fue colocada en este espacio en el siglo XVIII. Presenta una decoración típicamente barroca, con abundancia de volutas y bajorrelieves tallados.
La mayor parte de las vidrieras fueron colocadas durante las sucesivas restauraciones que se realizaron desde el siglo XIX.
El tesoro de la catedral guarda algunas reliquias relacionadas con la Pasión de Cristo: la Corona de espinas, un fragmento de la Vera Cruz y uno de los clavos que sirvió para la crucifixión. Estas preseas sacras fueron compradas por el rey Luis IX al emperador de Constantinopla. El 19 de agosto de 1239, el rey en persona llevó las reliquias a Notre-Dame mientras se construía un edificio adecuado para ellas, lo que sería la Sainte Chapelle. Durante la Revolución Francesa, las reliquias fueron llevadas a la Biblioteca Nacional. Tras el Concordato de 1801, se entregaron a la custodia del arzobispo de París, que las depositó de nuevo en la catedral el 10 de agosto de 1806.

### Órgano
El Órgano de la Catedral de Notre Dame es un destacado instrumento, obra de Aristide Cavaillé-Coll en su mayor parte; posee una caja adornada con autómatas. La plaza de organista titular de Nôtre Dame es uno de los más altos honores a los que puede aspirar un músico. Entre los que la han ocupado destaca Louis Vierne, que fue organista entre los años 1900 y 1937.

#### Disposición

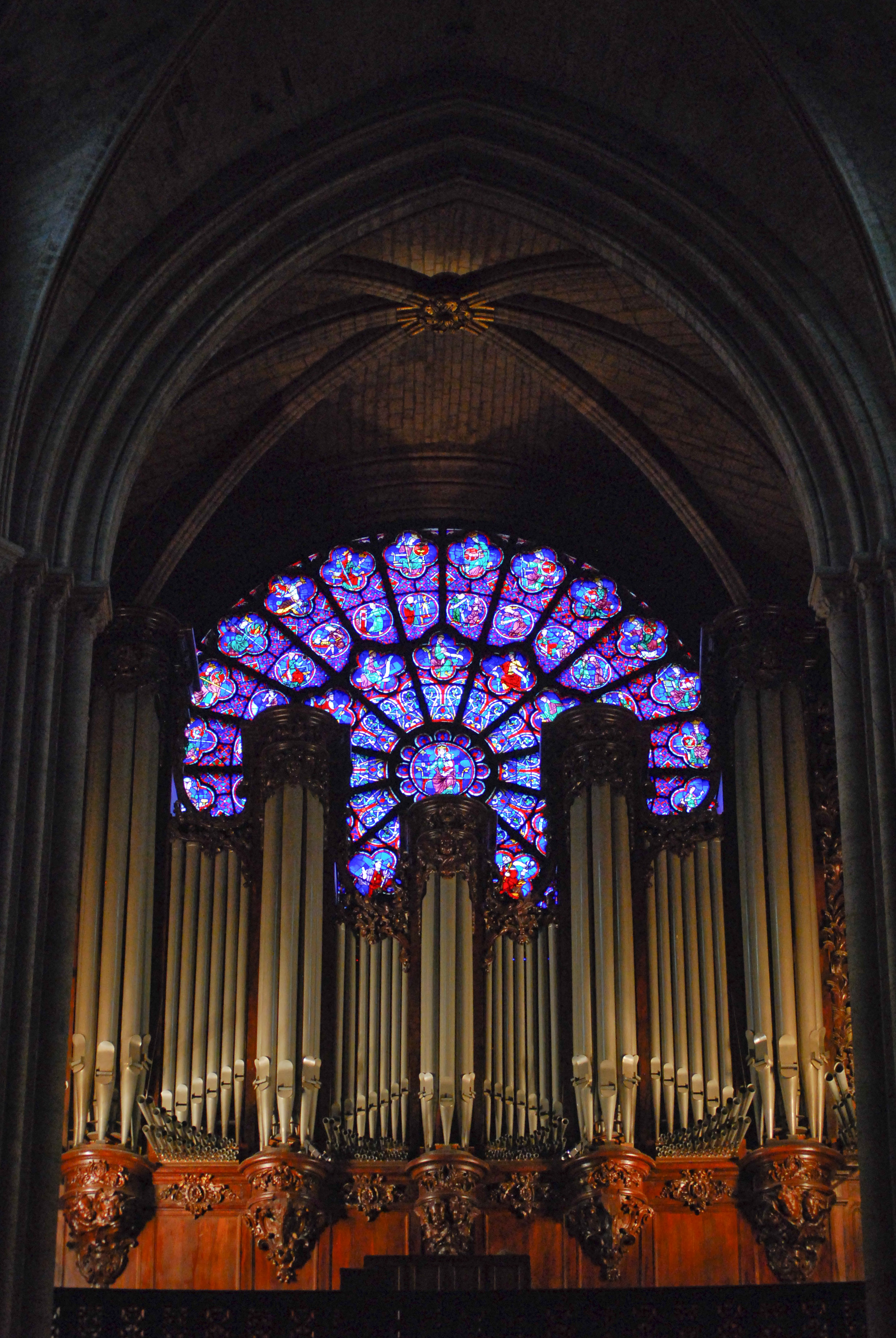
Órgano de la Catedral de Notre Dame.

| I. Grand-Orgue C–g3 | II. Positif C–g3 | III. Récit C–g3 | IV. Solo C–g3 | V. Grand-Chœur C–g3 | Grande Pédale C-f1 | Petite Pédale C-g1 |
| --- | --- | --- | --- | --- | --- | --- |
| Violon Basse 16' Bourdon 16' Montre 8' Viole de Gambe 8' Flûte harmonique 8' Bourdon 8' Prestant 4' Octave 4' Doublette 2' Fourniture 2-5 rgs Cymbale 2-5 rgs Bombarde 16' Trompette 8' Clairon 4' Chamades : Chamade 8' Chamade 4' Chamade REC 8' | Montre 16' Bourdon 16' Salicional 8' Flûte harmonique 8' Bourdon 8' Unda Maris (co) 8' Prestant 4' Flûte douce 4' Nazard 2 2/3' Doublette 2' Tierce 1 3/5' Plein jeu 3-6 rgs Fourniture 5 rgs Cymbale 4 rgs Clarinette 16' Clarinette 8' Clarinette 4' | Récit expressif : Quintatön 16' Diapasón 8' Flûte Traversière 8' Viole de Gambe 8' Bourdon Céleste 8' Voix Céleste (co) 8' Octave 4' Flûte Octaviante 4' Quinte 2 2/3' Octavin 2' Bombarde 16' Trompette 8' Basson Hautbois 8' Clarinette 8' Voix Humaine 8' Clairon 4' Récit classique (fo) : Cornet 5 rgs Hautbois 8' Chamades : Chamade 8' Chamade 4' Chamade Regale 8' Chamade GO 8' Chamade GO 4' | Bourdon 32' Principal 16' Montre 8' Flûte harmonique 8' Quinte 5 1/3' Prestant 4' Tierce 3 1/5' Nazard 2 2/3' Septième 2 2/7' Doublette 2' Fourniture 3 rgs Fourniture 5 rgs Cymbale 4 rgs Cornet 2-5 rgs Cromorne 8' Chamade GO 8' Chamade GO 4' | Principal 8' Bourdon 8' Prestant 4' Quinte 2 2/3' Doublette 2' Tierce 1 3/5' Larigot 1 1/3' Septième 1 1/7' Piccolo 1' Plein jeu 4-6 rgs Tuba Magna 16' Trompette 8' Clairon 4' | Principal 32' Contre-Basse 16' Soubasse 16' Quinte 10 2/3' Flûte 8' Violoncelle 8' Tierce 6 2/5' Quinte 5 1/3' Septième 4 4/7' Octave 4' Contre Bombarde 32' Bombarde 16' Basson 16' Trompette 8' Basson 8' Clairon 4' | Bourdon 8' Flûte 4' Tierce 3 1/5' Quinte 2 2/3' Flûte 2' Tierce 1 3/5' Larigot 1 1/3' Piccolo 1' Fourniture 3 rgs Cymbale 4 rgs Sordun 16' Chalumeau 4' Clairon 2' Chamade REC 8' Chamade REC 4' Chamade Regale 8 Chamade GO 8' Chamade GO 4' |

### Campanas
| Nombre         | Masa      | Diámetro | Nota |
| -------------- | --------- | -------- | ---- |
| Emmanuel       | 13 271 kg | 261 cm   | F♯2  |
| Marie          | 6023 kg   | 206.5 cm | G♯2  |
| Gabriel        | 4162 kg   | 182.8 cm | A♯2  |
| Anne Geneviève | 3477 kg   | 172.5 cm | B2   |
| Denis          | 2502 kg   | 153.6 cm | C♯3  |
| Marcel         | 1925 kg   | 139.3 cm | D♯3  |
| Étienne        | 1494 kg   | 126.7 cm | E♯3  |
| Benoît-Joseph  | 1309 kg   | 120.7 cm | F♯3  |
| Maurice        | 1011 kg   | 109.7 cm | G♯3  |
| Jean-Marie     | 782 kg    | 99.7 cm  | A♯3  |

## En las artes y la cultura popular

### Pintura

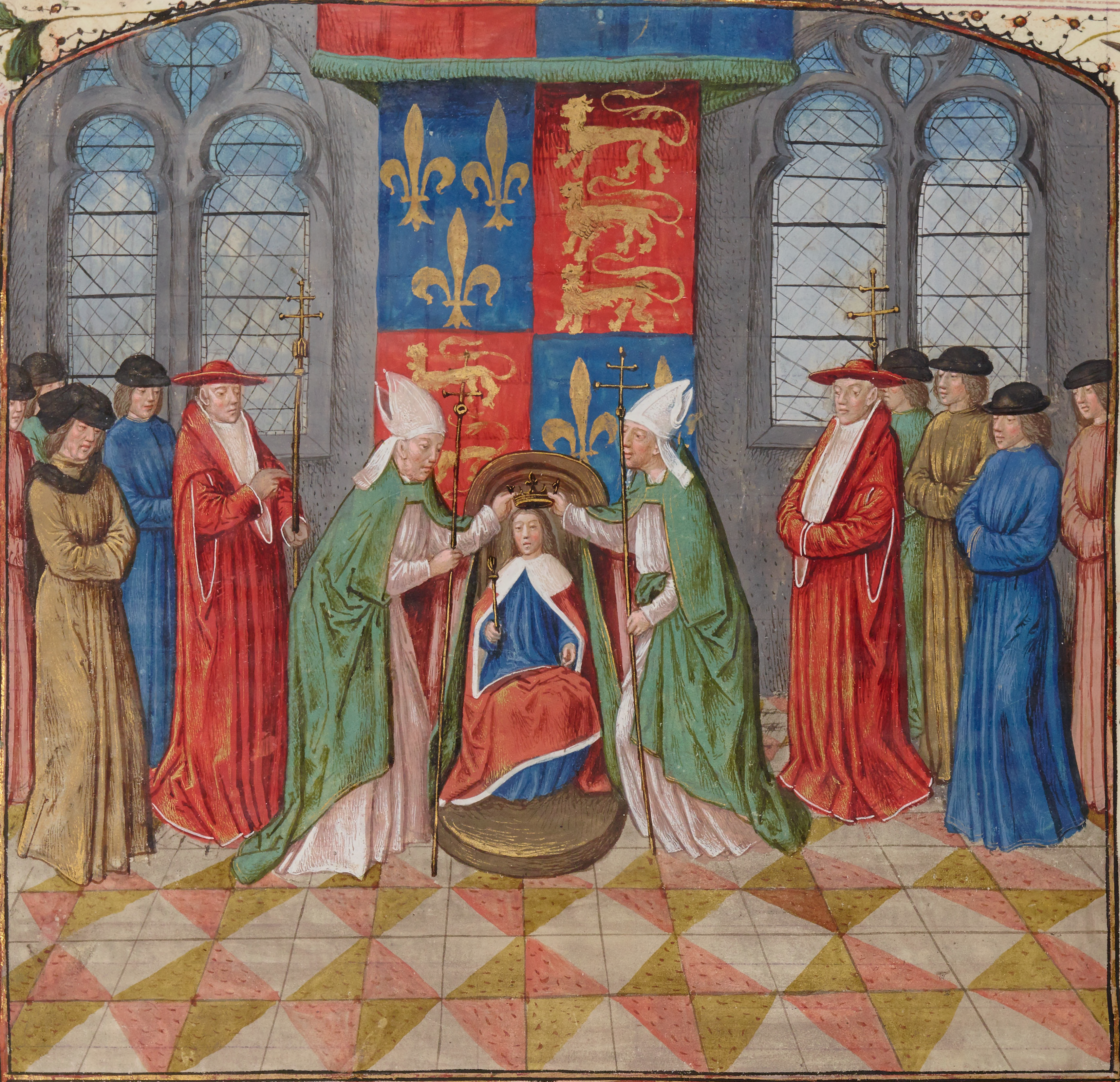
Coronación de Enrique VI de Inglaterra en la catedral de Notre -Dame cómo rey de Francia.

La catedral de Notre Dame figura representada en pinturas e ilustraciones de libros desde la época gótica. Sus imágenes más tempranas son seguramente las miniaturas que aparecen en Las muy ricas horas del Duque de Berry de los hermanos Limbourg y en el Libro de Horas de Étienne Chevalier de Jean Fouquet.
Durante las etapas del Renacimiento y barroco la catedral gótica, opuesta al gusto dominante, parece perder presencia en pinturas y grabados. Su interior sí aparece representado en el colosal cuadro La coronación de Napoleón pintado por Jacques-Louis David, dado que dicha ceremonia se celebró allí en 1804, pero la arquitectura gótica del templo aparece enmascarada por la decoración diseñada ex profeso por Charles Percier y Pierre Fontaine.
Notre Dame recupera presencia en la pintura avanzado el siglo XIX, gracias a Víctor Hugo y al gusto neogótico que se impone en Europa. Aparece al fondo de La Libertad guiando al pueblo (1830) de Delacroix, y ya en el siglo XX, en pinturas de Henri Matisse, Henri Rousseau y Marc Chagall.

### Literatura

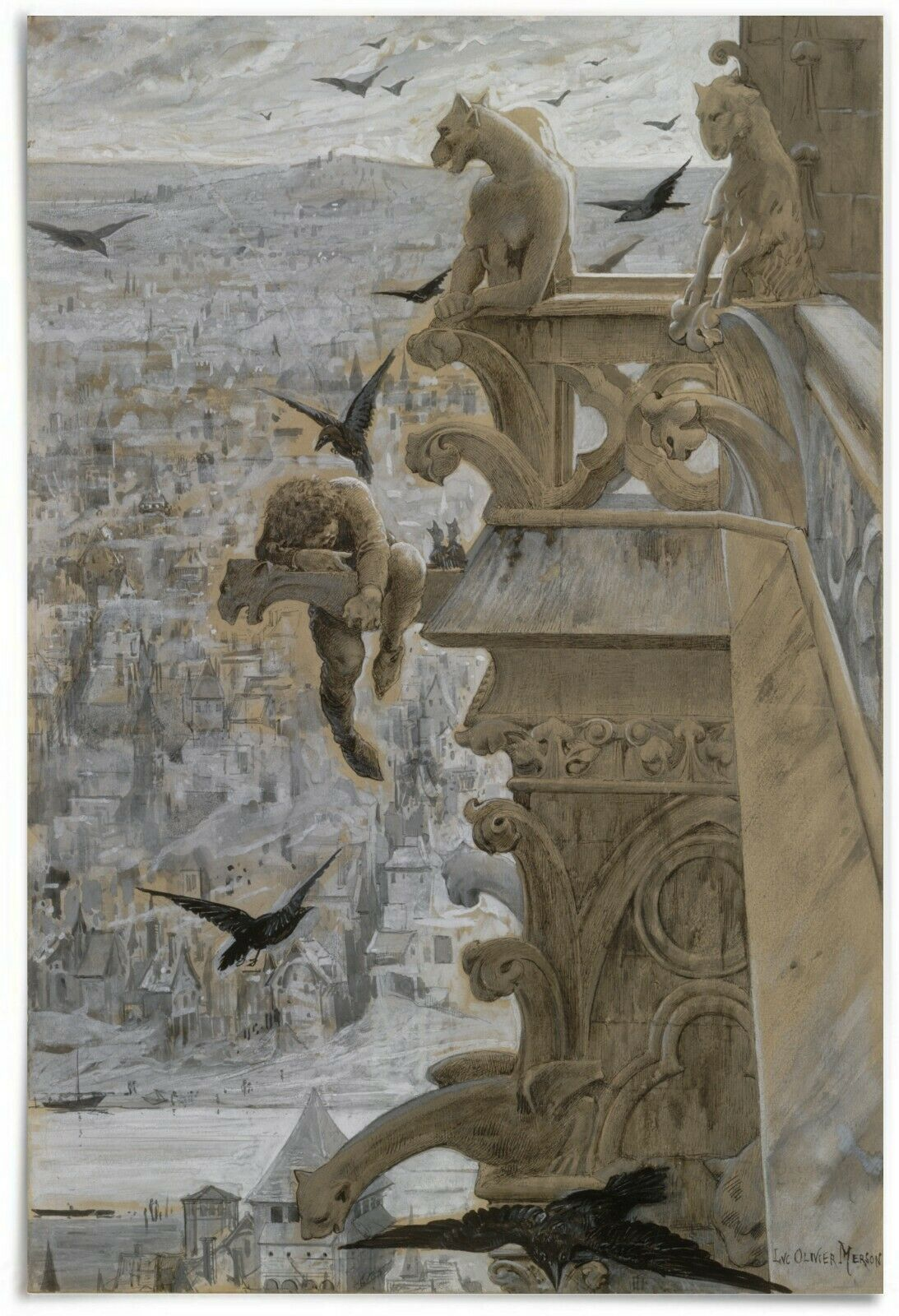
Quasimodo, uno de los personajes principales de la novela Nuestra Señora de París (1831), sobre una gárgola de la catedral, en una ilustración de Luc-Olivier Merson (1846–1920).

Durante el Romanticismo, Victor Hugo, escribió, en 1831, la novela Nuestra Señora de París. Los hechos que narra transcurren en la catedral durante la Edad Media y tienen como protagonista a Quasimodo, que se enamora de una gitana de nombre Esmeralda. Quasimodo, que toca las campanas de la catedral y se encariña de ella, le sirvió al autor para reivindicar la restauración del edificio.

Y la catedral no era sólo compañera de su madre, era el universo; mejor dicho, era la Naturaleza en sí misma. Él nunca soñó que había otros setos que las vidrieras en continua floración; otra sombra que la del follaje de piedra siempre en ciernes, lleno de pájaros en los matorrales de los capiteles sajones; otras montañas que las colosales torres de la iglesia; u otros océanos que París rugiendo bajo sus pies.
Victor Hugo, Nuestra Señora de París, 1831.

El libro, que en cuyo prólogo el autor ya denunciaba el olvido al que se había abocado el edificio, consiguió llamar la atención de la ciudadanía parisina. Hugo se oponía abiertamente al plan de restauración original, de tintes neoclásicos, dirigido por el arquitecto Étienne-Hippolyte Godde, y abogaba, en cambio, por el diseño gótico de Eugène Viollet-le-Duc.

### Cine
La historia se llevó por primera vez a la gran pantalla con la película muda El jorobado de Notre Dame (1923) de Wallace Worsley, a la que seguiría la también muda Esmeralda, la zíngara (1939), de William Dieterle, y Notre Dame de París (1956), del francés Jean Delannoy. Disney adaptó la obra en 1996 con un filme de animación, El jorobado de Notre Dame. Recaudó más de trescientos millones de dólares a lo largo de todo el mundo. La catedral aparece también en escenas de las películas de animación Ratatouille (2007), Los Pitufos 2 (2013) y la argentina Manuelita (1999).
Arde Notre-Dame, dirigida por Jean Jaccques Annaud y estrenada en 2022, recrea el incendio que el 15 de abril de 2019 sufrió la catedral y los esfuerzos de los bomberos, y de toda la ciudad, por sofocarlo.